# Округ Фок (Јужна Дакота)
Фок (енгл. Faulk County) је округ у америчкој савезној држави Јужна Дакота.

## Демографија
По попису из 2010. године број становника је 2.364, што је 276 (-10,5%) становника мање него 2000. године.
| Група             | 2000.         | 2010.         |
| Белци             | 2.620 (99,2%) | 2.323 (98,3%) |
| Афроамериканци    | 2 (0,1%)      | 3 (0,1%)      |
| Азијати           | 1 (0,0%)      | 2 (0,1%)      |
| Хиспаноамериканци | 6 (0,2%)      | 18 (0,8%)     |
| Укупно            | 2.640         | 2.364         |